# Episema pseudotersa
Episema pseudotersa là một loài bướm đêm trong họ Noctuidae.